# Fuente-Álamo (kommunhuvudort)
Fuente-Álamo är en kommunhuvudort i Spanien.   Den ligger i provinsen Provincia de Albacete och regionen Kastilien-La Mancha, i den sydöstra delen av landet, 270 km sydost om huvudstaden Madrid. Fuente-Álamo ligger 825 meter över havet och antalet invånare är 2 746.
Terrängen runt Fuente-Álamo är platt österut, men västerut är den kuperad. Runt Fuente-Álamo är det ganska glesbefolkat, med 23 invånare per kvadratkilometer. Fuente-Álamo är det största samhället i trakten. Omgivningarna runt Fuente-Álamo är i huvudsak ett öppet busklandskap.